# Río Leparale
Río Leparale är ett vattendrag i Honduras.   Det ligger i departementet Departamento de La Paz, i den västra delen av landet, 90 km väster om huvudstaden Tegucigalpa.